# 機甲猟兵メロウリンク
『機甲猟兵メロウリンク』（きこうりょうへいメロウリンク）は、1988年から1989年にかけてバップから発売されたOVA。全12話。テレビアニメ『装甲騎兵ボトムズ』の外伝に当たる作品であり、世界観を共有している。

## 作品解説
『機甲猟兵メロウリンク』は、主人公が主役ロボットのパイロットであることが多いリアルロボットアニメでありながら主人公がロボットを操縦しない異色の作品である。これはベースとなった『装甲騎兵ボトムズ』の作品世界に登場する人型二足歩行兵器ロボットアーマードトルーパー（以下ATと略する）の全高が4メートル前後と非常にコンパクトであり、生身の人間がATと1対1で接近戦を行うことが可能で違和感がないことが大きい。
主人公メロウリンクは、AT対人間という圧倒的なハンディキャップを、ある時は地の利を活かし、またある時は周到に罠を仕掛けることによって、この戦力差を埋め勝利を得る。
いわゆる「主役メカ」こそ存在しないものの、本作品には敵役の登場人物達が駆る機体として、多彩なカスタムATが登場。『ボトムズ』本編中に登場したドッグ系ATなど各機種をベースに、個性的なバリエーション機がいくつかデザインされ、モデラーなどへガンダムシリーズにおける『MSV』的な楽しみを提供した。
全12話のストーリーのうち、前半6話は1話完結、後半6話は連続物として展開する。
基本的には『装甲騎兵ボトムズ』本編の世界観に準拠して脚本が書かれているが、キリコ・キュービィーの物語で描かれたようなすさみきった世の雰囲気はかなり薄められている。また、純SF的な未来世界、異世界風の建物や乗り物も登場せず、第二次世界大戦ばりのハーフトラックや装甲列車が登場したり、モブキャラクターの服装も現実の19世紀から20世紀にかけてのヨーロッパの民間人のようなものになっている。また、ヂヂリウムは天然鉱物として扱われており、ポリマーリンゲル液にはガソリンのような高揮発・高発火性物質であるという描写がなされた。

## あらすじ
ギルガメスとバララント両国家によって展開された百年戦争の終結間近、惑星ミヨイテの最前線で、オスカー・フォン・ヘルメシオン准将指揮下のプランバンドール機甲大隊内の一部隊であるシュエップス小隊は、バララントとの激戦地の中で大隊を撤収させるための囮の犠牲となる命令を受ける。隊長シュエップスの抗議も空しく、シュエップス小隊は軍上層部からの圧力で結局残された上に、戦う手段である装甲騎兵を取り上げられ、上層部に逆らった懲罰として旧式の対ATライフルを押し付けられて生身で戦わされる機甲猟兵へ格下げされてしまう。
奮戦空しくシュエップス小隊はメロウリンク・アリティ一人を残して全滅。しかし、命からがら逃げ延びてギルガメスに帰還したメロウリンクを待っていたのは、小隊が軍需物資（ヂヂリウム）を強奪したという疑いをでっち上げられた軍法会議だった。濡れ衣を着せられた形で軍上層部の陰謀に巻き込まれたことを知ったメロウリンクは終戦後、戦友たちを死に追いやり、自らをも陥れた士官たちへの復讐の旅に出る。

## 登場人物
メロウリンク・アリティ
声 - 松本保典
17歳。元第18メルキア方面軍プランバンドール機甲大隊シュエップス小隊所属の装甲騎兵（のち機甲猟兵）で、階級は伍長。愛称は「メロウ」。
友軍の撤退陽動作戦におけるただ一人の生存者。小隊の最期を軍の記録に残すという一念で帰還を果たすも、略式軍事法廷にかけられ、後に「プランバンドール・スキャンダル」と呼ばれる、敵前逃亡と物資強奪事件に関わる無実の罪を着せられたことに逆上し脱走。死んでいった仲間たちの名誉を守るため、小隊の装備であった旧式の対ATライフル1丁を武器に、偽証した元機甲大隊の将校たちを捜索し復讐する旅を続けている。復讐のターゲットに対しては、脱走時に奪った仲間の認識票を事前に何らかの方法で提示し、相手に「復讐の対象である」ことを知らしめる。また、とどめを刺す際にはしばしば己の血（もしくはそれに類するもの）で横縞のフェイスペイントを施す。
過酷な戦場においても決して弱音を吐かない精神的な強さと、重さ30キロ以上の対ATライフルを片手で楽々と取りまわす強靭な肉体を持っている。性格はどちらかといえばおとなしいが無口というわけではない。小隊長のシュエップスにはその真面目な人間性から普段から可愛がられていたようで、メロウリンクもまた部下の人望厚いシュエップスを慕っていた。作中、プランバンドール・スキャンダル以前は、仲間を生かすために自分が犠牲になることを納得できずとも潔く受け入れていた表現があり、軍務には忠実であったことがうかがえるが、それはキークから言わせれば「軍隊という共食いし合う事によって成り立つ組織の中では生きられなかった」という事。
地の利と想像力を生かしたゲリラ戦術が得意だが、それだけではなく、そういった戦術が通用しなかった場合でのあらゆる状況やアクシデントに対しても、臨機応変に対応出来る即断力も持ち合わせている。
標的の1人・ドックマンを狙ってザキ基地に潜入した際にルルシーやキークと出会い、ルルシーの機転で助けられたことで縁が出来る。その後旅先でルルシーとたびたび顔を合わせるうちに徐々に心を通わせるようになるが、男っ気ばかりの中で長いこと過ごしていたこともあり女性の相手はあまり得意ではない。旅路の果てにルルシーが思いもよらず自分の復讐行に間接的に関わりある人物であることが判明し、以後行動を共にする。
ルルシー・ラモン
声 - 玉川紗己子
年齢不詳（企画書によれば18歳から20歳。『装甲騎兵ボトムズ・パーフェクト3Dブック』145ページでは20歳とある）。自称流れ者のカードディーラー。第6話では手品も披露している。
ザキ基地においてドックマン、キークとカードゲームに興じていたところ、基地に潜入したメロウリンクと出会う。当初はメロウリンクのことを「坊や」と呼び「ちょっと気になる年下の男の子」程度の感情しかなかったが、その後旅先でたびたび会ううちにメロウリンク本来の人柄と背負った運命を理解し復讐に協力するようになり、その過程で徐々に心の中で1人の男性として惹かれ始める。
本名はフルレル・C・ヘルメシオンといい、メルキアのカビア貴族出身の令嬢。しかし父は銃の暴発による事故死、母も後を追うように自殺し、以来天涯孤独の身。元プランバンドール機甲大隊のヘルメシオン准将（後述）は叔父に当たり、私欲のために父を陥れ財産や家名まで取り上げた叔父を首謀者とにらみ毛嫌いし、また幸せな家庭を奪った野心家の叔父が軍人だったことも影響し、「出世の為に平気で味方を殺せる」として、キークをはじめとした軍人達にも嫌悪感を抱いている。
キーク・キャラダイン
声 - 大塚明夫
25歳（ホビージャパン『装甲騎兵ボトムズ・パーフェクト3Dブック』145ページでは27歳）。メルキア方面軍の情報将校で階級は中尉。ギルガメス軍上層部の特命を受けプランバンドール・スキャンダルにまつわる謎を追っている。
たびたびメロウリンクの前に現れては協力しているような素振りを見せているが、実はバッテンタイン中将（『ボトムズ』の登場人物）直属の暗殺者で「死神」と呼ばれている。メロウリンクを利用してスキャンダルの証拠である関係者達を処分し、さらに真実を話そうとしたヘルメシオンを殺害する。
ヘビースモーカーで、作中ではよく煙草を吹かしている。最終話での言葉から、プランバンドール・スキャンダル関係者を全員抹殺した手柄で出世しようと思っていた模様。7215年7月のコーザ基地で、ギルガメスとバララントとの戦争が再開された中、用済みになったメロウリンクを挑発して対決し、バララントの爆雷攻撃によって基地が崩壊する中で優位に戦いを進めるものの、最終的に敗北する。
自身の正体があらわになるまでは物語のナレーションも務め、メロウリンクの目的を視聴者に示唆する狂言回しのような役割を担っている。メロウリンクの復讐と信念に対し、「自己満足」、「軍隊からあぶれた雑魚」と侮蔑していたが、その焙れた雑魚を追い詰めながら、逆に返り討ちにされる最期を遂げる。

### メロウリンクが仇として追う人物たち
ドックマン
声 - 永井一郎
第1話に登場。元プランバンドール機甲大隊所属大尉で、惑星ミヨイテの辺境にあるザキ基地の司令官。最前線の基地を任されている割に昼間からカードゲームに興ずるなど勤務態度は悪く、人間的にも短慮で横暴と言う絵に描いたような無能。戦況もろくに見ず無茶な命令を下すことが多かったことから元々部下からの人望は薄く、基地に乗り込んだメロウリンクの告発が基地の館内放送に流れると最後の信頼も無くしてしまう（同士討ちの可能性も考えず発砲し部下を射殺したことや、メロウリンクへの周りの被害を全く顧みない攻撃などといった暴挙も一因である）。メロウリンクの挑発に乗せられた結果、基地に居たキークの釘刺しによって自らスコープドッグ（スコープドッグドックマン機）で出撃する羽目に陥る。
メロウリンクの地の利を生かした作戦に翻弄された揚句、パイルバンカーの一撃で即死する。
ギャルビン・フォックス
声 - 納谷六朗
第2話と第5話に登場。元プランバンドール機甲大隊所属中尉で、港町タ・ビングでバトリングのスター選手「メルキアの銀狐」としてその名を馳せている。そのリングネームの通り銀色に磨き抜かれたスコープドッグを愛機とし、その両腕にはアームシールドと呼ばれる追加装甲を装着している。試合に勝利した際には対戦相手をコクピットから引きずり出し、ATの腕で握りつぶすパフォーマンスを行う。性格はキザで典型的なナルシシスト。メロウリンクに「人間対AT」の変則リアルバトルを仕掛けられる。
キークも認めるようにAT乗りの腕前はなかなかのもので、遂にはメロウリンクを捕えて握りつぶそうとするものの、対戦相手を圧死させるやり口を見てきたメロウリンクが対策を施していたため通用せず、逆にライフルから取り外したパイルバンカーの一撃を浴びる。
スヌーク
声 - 加藤精三
第3話に登場。元プランバンドール機甲大隊所属少佐。過去の自分を消してスタブロスという偽名を使い、クメン地方（『装甲騎兵ボトムズ』第2クールの舞台）の一大荘園主として君臨していた。ゴメスら、かつての部下を従えてATによるゲリラ狩りを趣味とし、ゲリラ狩りの後には年代物のワインをたしなむ。踵の部分に大型のグライディングホイールを装備し、薄紫に塗装されたスタンディングトータスに搭乗する。
ゲリラ狩りの後の楽しみの時間に水を差したメロウリンクを追い込もうとするが、逆にメロウリンクの術中にはまって敗死。
ゴルフィ
声 - 若本規夫
第4話に登場。元プランバンドール機甲大隊所属軍曹で、メロウリンクにとってはゲリラ戦の教官でもあった。メロウリンクの復讐行を知り、墜落破棄された宇宙船に罠を仕掛けてメロウリンクを誘導、逆に先手を取って抹殺しようとする。本編ではATに搭乗しないが、小説では懲罰・降格処分を受けたスタルコスからATを取り上げるシーンがある。
「勝つためには相手の意表を突け」というのが信条で、メロウリンクをその意表を突いた襲撃で次第に追い詰めていくが、キークの介入によって計算が狂わされ、遂には自らのモットーである意表を突いた攻撃をメロウリンクが実行したことで致命傷を受け、なおも悪あがきを見せてメロウリンクを道連れにしようとするも果たせずに終わる。
作中の台詞から、キークの正体にある程度気付いている節がある。
バンス
声 - 仲木隆司
第6話に登場。元プランバンドール機甲大隊所属少佐で、孤島に建つドッパー軍刑務所の所長。囚人として刑務所に潜りこんだメロウリンクをわざと寵愛して見せて、他の囚人からリンチされるように仕向けた。真性のサディストで、脱獄した囚人を自らライフルで狙撃する際、簡単に死なないように何発も急所を外しながら弾を撃ち込んだり、メロウリンクの裏には黒幕が存在すると考えて拷問し致死量寸前まで自白剤を投与したりする。当然ながら囚人たちから恨まれ、忌み嫌われており、囚人の惨殺死体が出ると「所長の趣味」と嫌悪もあらわに揶揄されていた。メロウリンクの脱走劇には暴徒鎮圧用ATであるライアットドッグで出動する。
当初はベッカー達受刑者達の脱獄をメロウリンクの仕業だと早合点し、ベッカー達を始末するものの、その後のメロウリンク戦では、メロウリンクが狙っていた満潮になりつつあったフラワーロードによって、ATの脚を取られて思うように戦えない隙を突かれ、メロウリンクの接近を許してしまい、パイルバンカーの一撃を受けて乗機共々海の藻屑と化す。
ガナード
声 - 岸野一彦
第7話に登場。元プランバンドール機甲大隊所属少尉で、「バンディット」と呼ばれる山賊のリーダー。メロウリンク、ルルシー、キークが乗っていたバラシュトラ山系を走る大陸横断鉄道の貨物物資（ヂヂリウム）を狙い襲撃してくる。プランバンドール・スキャンダル後、ヘルメシオンから大した褒美も与えられずに閑職に追いやられたらしく、恨んでいる。
結局はメロウリンクに敗れて死亡。死の間際、自分たちの背後に黒幕が存在することをメロウリンクに示唆する。機体の各所にロールバーを装着した赤いスコープドッグを愛機としている。
ガルボネール・J・ボイル
声 - 兼本新吾
第8話から第11話に登場。元プランバンドール機甲大隊所属少佐で、現在は第18メルキア方面軍第2師団特殊機甲部隊隊長。武人としての誇りを持ったメルキア軍屈指のタフなATパイロットであり、部下からの信頼も厚い。戦後もヘルメシオンの指揮下にあり、メロウリンクの抹殺と一緒に逃亡中の姪フルレル（ルルシー）の身柄拘束を命じられ、自らのAT中隊5機を率いて出撃。ゴーストタウンとなっているケラマの街に追い詰めた末にフルレル奪還に成功する。この時対峙したメロウリンクに「1人で脱出できたら相手になる」と言い残して去る。その後生存率0.01％と思われた危機を逃れてヘルメシオンの城に乗り込んできたメロウリンクの追撃をかわし、ヘルメシオンをコーザシティにあるメルキア方面軍基地に送り届ける際に再戦を約束。
無骨で潔い性格から、陰湿なヌメリコフとは全くそりが合わない。その一方で、無謀とも思える戦いを生き延びてきたメロウリンクを、1人の武人として高く評価している。軍としての命令には背かないが、ヘルメシオンが関与するPS計画を「軍人をただの機械にする計画」と批判し、プランバンドール・スキャンダル以降自ら深く関わり合うことを拒みつづけている。スコープドッグの山岳戦用バリエーションであるバウンティドッグ（指揮官仕様）に搭乗し、ルルシーの身柄を保証した上で一騎討ちに臨む。そしてルルシーから実家の古城をもらい受け、そこを戦場に選んだメロウリンクとの対決は、古城が跡形も無く崩壊するほどの激戦となった結果、メロウリンクに軍配が上がる。
作中ではパイルバンカーによる一撃を浴びなかった数少ない人物だったが、最後はメロウリンクに命を救われた借りを返すため怪我を押してコーザ・シティに同行し、メロウリンクとルルシーをかばってキークに射殺される。
ヌメリコフ
声 - 三田松五郎
第5話と第9話に登場。階級は大尉で、メロウリンクの復讐のきっかけとなった軍事法廷では検事を務めた。ヘルメシオンの腰巾着。性格は陰湿で居丈高だが実際は根性無し。物言いは一見丁寧だが、キレるとチンピラのように相手を罵るなど器の小ささが際立っている。おまけに所詮は温室育ちと侮ったルルシーに隙を見せ、あっさり殴打されて逃げられるなど、明らかに軍人としての適性には疑わしいものがある。
ボイルとは顔を合わせるたびにお互い嫌味を言い合う犬猿の仲であるほか、第6話ではメロウリンクを拷問するバンスが彼の名前を挙げていることなどから、人望は無きに等しいものだったことがうかがえる。
実はルルシーの父を事故に見せかけ殺害した実行犯で、ケラマでの作戦でメロウリンクの死亡確認を怠ったボイルに代わり、ヘルメシオンからメロウリンク討伐を命じられる。戦闘においてはGAT-41ガトリングガンを装備したライト・スコープドッグ（スコープドッグの一部装甲をはずして軽量化したもの）に搭乗するが、それとて生身の相手にすら護衛ATがいなければ1人では戦えないような男。
護衛の部下ATを次々とやられた後、メロウリンクによってポリマーリンゲル液の炎の中に誘いこまれ、パイルバンカーの刃先は本人には届かなかったものの、破口から飛び込んだ猛火で全身火だるまにされて焼死する。
オスカー・フォン・ヘルメシオン
声 - 阪脩
第7話から第11話に登場。階級は准将。元メルキア貴族出身の商人でかつ、プランバンドール機甲大隊の作戦参謀であったが、事実上大隊そのものを私兵化していた。狡猾な野心家で、自分の地位向上のためには手段を選ばず、用済みになったら味方でさえ容赦なく切り捨てる。ヘルメシオン家の資産を狙って実の兄であるフルレル（ルルシー）の父をヌメリコフを使って殺害した。期せずして再会したフルレルに遺産放棄のサインを強要するも拒絶される。
表向きにはプランバンドール・スキャンダルの黒幕と噂される人物だが、彼もまたギルガメス軍上層部の巨大な計画の駒の1つに過ぎなかったことが後に判明する。そして自らの責任を、上官であるバッテンタインによるものだったと明かした後にキークに殺されることになるが、そのバッテンタイン本人から用済みとして消されるリストに入れられていた。

### シュエップス小隊隊員
ギルガメス連合軍第18メルキア方面軍プランバンドール機甲大隊第8中隊に属する小隊で、隊長はシュエップス少尉。元は装甲騎兵小隊（ATによって構成される部隊）であったが、百年戦争末期の第2次ミヨイテ戦役において、シュエップスが上層部が立案した機甲大隊の撤退作戦（小隊が残って「生贄」の如く囮になる）に抗議したため、懲罰として機甲猟兵小隊として再編され（事実上の懲罰部隊化）敵AT部隊と交戦した結果、メロウリンクを除く隊員全員が戦死する。その時に軍事物資としてヂヂリウムを保有していたことから、軍事物資強奪と敵前逃亡犯として小隊は無実の罪を着せられる。
シュエップス・F・ブライアン
声 - 森功至
23歳。階級は少尉。軍上層部の無謀な作戦案に直接抗議するが、逆に抗命罪に問われ自らの小隊は懲罰を受けることとなる。バララントの機械化部隊の攻撃から辛うじて生き延びるが、偵察にやってきた兵士の銃撃からメロウリンクをかばい死亡する。
スタルコス
声 - 田中信夫
32歳。階級は軍曹。葉巻を愛用するベテラン兵。塹壕への至近弾からメロウリンクをかばって戦死。その際にも口には葉巻がくわえられていた。
田中の配役は『コンバット!』のサンダース軍曹を意識したもの。
コビニーチン
声 - 柴本広之
16歳。階級は上級兵。小隊の最年少。敵AT部隊の接近に恐慌状態に陥って塹壕を飛び出してしまい、小隊最初の戦死者となる。
カットレー
声 - 目黒裕一
24歳。階級は曹長。自分たちが友軍撤退のための「生贄」であることを、シュエップスが抗議に行った時点で見抜いている。
スカルペス
声 - 中多和宏
28歳。階級は准尉。小隊のナンバー2で、まとめ役でもある。
本編中でメロウリンクは「スカルベス」と呼んでいるが、ここではエンディングの表記に準じた。
セプレス
声 - 関俊彦
17歳。階級は一級兵。塹壕から飛び出そうとするコビニーチンを止めようとする。
ブリエル
23歳。階級は上級兵。大柄だが童顔の兵士。
ヤペスティン
19歳。階級は伍長。年少の黒人兵士。

### その他の人物
ボルフ
声 - 山寺宏一
タ・ビングの街のマッチメーカー。莫大な借金をしており、メロウリンクの腕を見込んでフォックスとのリアルバトルの仕切りを行うが、自身ではメロウリンクの勝利を全く信じていなかった。
小説版ではルルシーに借金を帳消しにしてもらうよう頼む他、『ボトムズ』テレビシリーズのブールーズ・ゴウトの知り合いであり、メロウリンクがフォックスを倒してクメンへ向かう際、ゴウトにアッセンブルEX-10の傭兵募集で彼を加えるよう仲介する描写がある。アニメ版でも「EX-10には知り合いもいる」という台詞があるが、それがゴウトなのかは不明。
ゴメス
声 - 飯塚昭三
スタブロス（スヌーク）の部下で、左腕だけがダークグリーンカラーの赤いスタンディングタートルに乗って、ゲリラ狩りに赴く。プランバンドール機甲大隊出身者で、当時からビネットやカズンらを含めたスタブロス配下のリーダー格であった。
豪放な性格のように見えるが、メロウリンクに追い詰められた際に狼狽してスタブロスの素性を口走ったため、逆上したスタブロスに搭乗機ごと撃破され死亡する。小説版では主人が殺されても生き延びている。
少女機甲猟兵
声 - 林玉緒
ビーラーゲリラの一員である少女兵で、政府側に協力し、農民達を圧迫しているスタブロス（スヌーク）に恨みを持ち、仲間達と共に攻撃を加えてきた名も無き機甲猟兵。ショートカットで眉毛が無い顔立ちが特徴。小説版ではこのキャラクターは少年兵になっている。
メロウリンクと同様にさまざまなトラップや地形を利用してスタブロスのAT隊を翻弄するが、深手を負い、武器を切らしたところでメロウリンクと鉢合わせし、動揺したところをスタブロスに見つかり、蜂の巣となる無残な最期を遂げる。
スヌークは戦いの前に、キークからプランバンドール・スキャンダルに関与した者がメロウリンクに殺害されていることを聞かされており、当初は彼女をメロウリンクだと思って追いまわしている。
裁判長
声 - 藤城裕士
メロウリンクが軍法会議にかけられた時のギルガメス軍法廷裁判長。ヌメリコフらプランバンドール・スキャンダル容疑者達の言葉を支持し、シュエップス小隊全員をメロウリンクを含めて有罪とする判決を下す。
ベッカー
声 - 伊井篤史
ドッパー刑務所の受刑者達のリーダー格で、所長のバンスのやり方に不満を持っている。バンスがメロウリンクと親しいように見せかけた策略にのせられてメロウリンクを痛めつけ、慰問会に乗じて脱走しようと企てていたが、仲間達共々射殺される。
ディック
声 - 田口昂
ベッカーと同じドッパー刑務所の受刑者。6話の冒頭で手製の筏による脱獄を企てるが、バンスによって射殺される。収監時の階級は上級曹長。
看守長
声 - 坂口征平
バンスの忠実な部下だが、メロウリンクへの執拗な拷問を行うバンスを抑えようとする。
ギルマン
声 - 田原アルノ
コーザ基地司令官で、基地に来たヘルメシオンとキークを疎んじていたが、上層部からの命令ゆえに渋々従う。結局、基地内をメロウリンクに荒らされたため、メロウリンクを「鉄砲担ぎ」と呼んで忌み嫌う。
停戦によって出世の目が失われる状況に鬱屈していたらしく、第四次銀河大戦の開幕を告げるバララント軍の奇襲に際し、再び戦いが始まったことに歓喜するが、基地を半壊させた空爆の衝撃で完全に正気を失い、多くの部下と共にコーザ基地と運命を共にする。その破壊と炎の中で、メロウリンクはキークとの最後の対決に臨む。

## 用語
『ボトムズ』本編と共通するものに関しては装甲騎兵ボトムズ#用語を参照。
機甲猟兵
生身でATと戦うことを強いられた兵士たちのことで、「猟兵」とも略される。戦闘によりATを失った者や懲罰によりATを接収された者などがこの待遇に落とされる。生き残るためにありとあらゆる手段を使い、時には友軍兵士の死体をトラップに使うことすらあることから、その存在は「最低の存在」を意味するボトムズ野郎（ATパイロットの俗称）の生き血をも吸う「戦場の蛭（リーチャーズ・アーミー）」と蔑まれた。本作の英文タイトル『LEECHERS ARMY MEROWLINK』はこれに由来する（しかし、海外では普通に『ARMOR HUNTER』というタイトルで紹介されているようである）。
機甲猟兵の概念自体は『ボトムズ』テレビシリーズ本編にはなく、1985年11月20日にみのり書房から発売されたムック『VOTOMS ODYSSEY』内の記事「ミリタリー・イラストレイテッド2」（P77）で描かれたイラスト「戦車猟兵の武装」が初出。この戦車猟兵を主人公とした、ちだま・ひらかずの同人誌『PANZER JÄGER』（1987年12月発行）が『メロウリンク』の原型となったと言われる。
戦車猟兵は小説『青の騎士ベルゼルガ物語』の第3巻『青の騎士ベルゼルガ物語『K'』』にも登場する。元メルキア軍のAT乗りで対要塞戦等のスペシャリストだったはずのクローマ・ツェンダー（ケイン・マクドガル）は、成り行きから再戦に伴って徴兵を行う軍に反抗するグループに属するが、戦闘の際にはなぜかATに乗ることを拒む。そしてクローマはロングライフルやグレネードランチャー、投擲地雷、手製のパンツァーファウスト、アーマーマグナム等で武装し、防弾マントに身を包んで生身で軍警のドッグ系ATはおろか軍の次世代ATフィア・ダンベルとさえも互角に渡り合うという活躍を見せる。ここでも猟兵は「AT乗りから格下げされたが故に、猟兵だったことは本人にとってトラウマでさえある」「戦場で軽んじられ疎まれる存在である」ことが語られている。
また、『ベルゼルガ物語』最終巻の『絶叫の騎士』では、本作より前に対ATライフルと似た存在として、FX-AT（作中に登場する次世代AT）すら破壊するほどの威力を持つ旧式の対戦車ライフル「インサニティ・ホース」が登場。主人公ケインがATが使えない場合の対AT戦で用いており、こちらの徹甲弾の威力は本作のものより遥かに強力なものの、パイルバンカーは付属しない。
軍用側車（サイドカー）
メロウリンクが移動に使用する側車の付いたバイク。ギルガメス軍内では連絡や偵察などに使用される。作品内に登場するメカではもっとも現実に近いデザインだが、相当古い車種らしく、作中ではしばらくメロウリンクの足になっていたものの、第5話でラジエーターが焼きついて行動不能となって放棄された際、「もう寿命らしいな」というメロウリンクの言葉からもそれがうかがえる。
第8話でも似たようなデザインの軍用側車が登場し、メロウリンクが強奪してルルシーと共に逃走するのに使用。後年製作された『装甲騎兵ボトムズ 赫奕たる異端』の第3話でも似た形状の車両が出演している。
対AT地雷
機甲猟兵が対ATライフルと並んで使用することが多い武器で、円盤型の中央に安全ピンが付いている地雷。地中に埋めたり、あるいは木々や建造物の柱にくくりつけてトラップとして使用する。直接反応、音響・振動反応、タイマー型などの用途に応じた種類があり、その使い方もさまざまで、猟兵自らの防衛線としたり、わざと爆発させず、ATが地雷に近づいた時に猟兵が直接銃で撃って爆発させたり、二重に仕掛けたりなどといった用途が本作では見られた。この武器の存在はTVシリーズのクメン編で語られたが、現物を使用したのは本作が初。
対AT地雷による攻撃は、ATやその一部を破壊もしくは体勢を崩させてパイロットに精神的な揺さぶりをかける心理的効果も与える。
対ATライフル
機甲猟兵の標準的な武装と言える武器。メロウリンクが使用するものは全長2,050ミリ、重量30.3キロ、型式番号はHS-SAT（一部書籍ではHR-SATという表記し、通称「ルパルサー」と呼ぶ場合もある）。銃身の下部にパイルバンカーと呼ばれる特殊合金製の槍を射出するユニットが装着できるため、「パイルバンカーカスタム」の名称で知られる。照準器が捉えた情報はゴーグル（ATのパイロットが使用するものと同様）を通して射手の網膜に投影される。ゴーグルとの接続部をはずして目視による照準を行うことも可能。
使用する弾丸は口径17ミリ、全長160ミリの徹甲弾で、装弾数は3発（マガジンは使用せず、弾丸を直接銃に込める）。有効射程距離は60メートルで、25ミリの普通鋼を貫通できる。作中での徹甲弾の威力は、当たり所によってはAT（もしくは一部や付属武器）を破壊したものの、ソノラマ文庫版での描写は、アニメよりも武器の威力は弱いような記述がされていた。
パイルバンカーは全長454ミリで、液体火薬の爆発力で射出されるため、ATの複合装甲をいとも簡単に貫く。射出時の反動は、無反動砲式に後部から噴出する発射ガスで相殺される。液体火薬のカートリッジにはATのアームパンチ用のものを使用するが、装弾数は1発のみ。ユニット単体での使用も可能。
デザインを担当した大河原邦男によると、当初パイルバンカーは設定にはなかったが、「いくらなんでも銃だけでATを倒すのには無理があるのではないか」との声が上がり、見せ方として派手な倒し方を模索した結果採用されたとのこと。
現実に存在する類似兵器である対戦車ライフルは、銃弾が装甲を貫いて中の人間を殺傷したり、機関を破壊する（そして戦車の発達についていけずに衰退する）ものである。作中の対ATライフルも同様にATの装甲を貫く能力を示すが、パイロットに銃弾が当たる描写はなく、最後はパイルバンカーで決着をつけるのが定番になっている。ATに乗っていない人間相手の戦いにおいても、このパターンは踏襲された。
「こんな旧式ライフル」とメロウリンク本人の弁で語られるように、小説や一部ムックで「バカげた銃」、「時代遅れ」、「（ライフルに取り付けるパイルバンカーについて）宇宙で一番意味の無い武器」等と表記され、ただでさえ低い生存率のATからパイロットを下ろし、生身で戦わせる上に、こんな重い銃を持たせても気休めにもならず、持たされた時点で死んだも同然ということから、嫌悪されている模様。
後年制作の『装甲騎兵ボトムズ 孤影再び』では、バニラ・バートラーがこれに類似した長銃を携えていたが、未使用に終わった。
チェコブ
メルキアに生える樹木の一種で、地球のバラのように茎に棘が生えているのが特徴。良質の薪として使用でき、燃やすと青白い炎を発し、その火持ちも良いのだが、有毒植物でもあり、不用意に扱って茎の棘に刺されるとそこに含まれる幻覚毒によって、被害者はしばらくの間悪夢や、過去のトラウマにうなされることになる。
『赫奕たる異端』のオープニングでも、この木でたき火をする描写が挿入されている。
プランバンドール・スキャンダル
ギルガメスとバララントの両国家によって展開された百年戦争（第3次銀河大戦）の末期、惑星ミヨイテにおいてメルキア軍プランバンドール機甲大隊に所属する一機甲猟兵小隊（シュエップス小隊）が、機甲大隊撤退のための陽動作戦の最中に重要軍事物資であるヂヂリウム（ジジリウムとの表記もある）を強奪し敵前逃亡したとされる事件。作戦後に帰還したシュエップス小隊唯一の生存者であったメロウリンク・アリティー伍長は軍法会議にかけられるも、小隊の事件関与を全面否定した上に隙をついて脱走した。強奪されたとされるヂヂリウムの行方はようとして知れず、またこれだけ大規模な事件になぜ一機甲猟兵小隊ごときが関わることになったのか等あまりにも不可解な点が多く、大隊の一部将校たちが関与しているとの疑惑が噂されている。
リーニングタワー
第4話に登場。メルキア星のクメン王国首都ザイデン郊外に突き立っている宇宙戦艦の塔（タワー）。この艦はメルキア軍のケルビン級宇宙戦艦で、百年戦争末期に帰港中操船不能になり墜落したが火災すら起きなかった。全長620メートルの艦のうち、約500メートルが力学的に考えにくい45度の角度で、残骸になりつつ地表上に刺さっているが、艦の電源やいくつかの機能は未だに生きている。メロウリンクはこの艦内に誘い込まれ、戦闘を繰り広げることとなる。
タワーの原型となる宇宙戦艦の塔が、この第4話の脚本を担当した山口宏著作の、ボトムズ外伝のゲームブック『復讐の惑星シド』（1987年9月、勁文社）に登場する。

## スタッフ
- 企画 - 伊藤梅男（バップ）、渋江靖夫（サンライズ）
- 原案 - 江田文行[5]
- 原作・シリーズ構成 - 高橋良輔
- 監督 - 神田武幸
- キャラクターデザイン・作画監督 - 谷口守泰
- メカニックデザイン - 大河原邦男
- 音楽 - 乾裕樹
- 音響 - 浦上靖夫
- 美術 - 平川英治
- 撮影 - 奥井敦
- プロデューサー - 平山博志（バップ）、指田英司（サンライズ）
- 製作 - バップ、サンライズ

## 主題歌
オープニングテーマ - 「ソルジャー・ブルー」
歌 - 坂井紀雄 / 作詞 - 売野雅勇 / 作曲 - 今村勝己 / 編曲 - 小島良喜
エンディングテーマ - 「VANITY」
歌 - マーキーズ / 作詞 - 売野雅勇 / 作曲 - 今村勝己 / 編曲 - 小島良喜

## 各話リスト
| 話数 | 発売日          | サブタイトル             | 脚本     | ストーリーボード | 演出       | 作監補       | メカ作監     |
| ---- | --------------- | ------------------------ | -------- | ---------------- | ---------- | ------------ | ------------ |
| 1    | 1988年 11月21日 | stage01 ウイルダネス     | 五武冬史 | 滝沢敏文         | 今西隆志   | －           | 吉田徹       |
| 2    | 1988年 11月21日 | stage02 コロシアム       | 山口宏   | 横山裕一朗       | 渡辺信一郎 | －           | スタジオダブ |
| 3    | 12月21日        | stage03 ジャングル       | 平野靖士 | 今西隆志         | 今西隆志   | －           | 吉田徹       |
| 4    | 12月21日        | stage04 リーニングタワー | 山口宏   | 高松信司         | 高松信司   | －           | スタジオダブ |
| 5    | 1989年 1月21日  | stage05 バトルフィールド | 高橋良輔 | 横山裕一朗       | 渡辺信一郎 | －           | 吉田徹       |
| 6    | 1989年 1月21日  | stage06 プリズン         | 外池省二 | 今西隆志         | 今西隆志   | －           | スタジオダブ |
| 7    | 2月21日         | stage07 レイルウェイ     | 山口宏   | 高松信司         | 高松信司   | 八幡正       | スタジオダブ |
| 8    | 2月21日         | stage08 ゴーストタウン   | 五武冬史 | 横山裕一朗       | 渡辺信一郎 | －           | 吉田徹       |
| 9    | 3月21日         | stage09 フォレスト       | 五武冬史 | 今西隆志         | 今西隆志   | 山田きさらか | 吉田徹       |
| 10   | 3月21日         | stage10 キャッスル       | 山口宏   | 高松信司         | 高松信司   | －           | 吉田徹       |
| 11   | 4月28日         | stage11 ベース           | 高橋良輔 | 横山裕一朗       | 渡辺信一郎 | －           | 吉田徹       |
| 12   | 4月28日         | ラストステージ           | 山口宏   | 今西隆志         | 今西隆志   | －           | 吉田徹       |

### セット商品
- 機甲猟兵メロウリンク コンプリート・ステージ・ファイル 1995年3月20日発売
全12話をLDに収録し、サントラ未収録分を含めたBGM集を収録したCD2枚組をセットにしたもの。
市販CDはLP版のサントラに未収録曲を加えた構成になっているが、LD-BOXの特典版はディスク1がLPと同じ構成で、ディスク2は市販CDに収録された未収録曲を含む全ての未収録曲にOP・EDのフルサイズやカラオケを収録した完全盤のサントラと言える内容になっている。
- 機甲猟兵メロウリンク ステージ・コンプリーツ 2006年12月6日発売
3枚組DVD。ミクロマン2006 メロウリンク・アリティーと、同サイズの対ATライフルを同梱。
- 『装甲騎兵ボトムズ』Blu-ray Perfect Soldier Box 2021年2月25日発売
20枚組Blu-ray Disc。『装甲騎兵ボトムズ』のTVシリーズ、OVAシリーズ、劇場版を収録しており、『機甲猟兵メロウリンク』全12話も収録されている。

## 関連作品

### 小説
機甲猟兵メロウリンク (1)
1989年3月31日発売、朝日ソノラマ。
著：高橋良輔 / イラスト：谷口守泰
本編の第1話から第5話までをノベライズしたもの。アニメ版とはエピソードの順序が若干入れ替わり、「バトルフィールド」は「ウイルダネス」と「コロシアム」の間に挿入されている。「ジャングル」のエピソードには、アニメ版では登場しなかった『ボトムズ』クメン編のキャラクターも登場する。
スヌークたちは、『ボトムズ』クメン編ではゲリラ側が使用していたスタンディングタートルではなくダイビングビートルを使用しているが、本作の挿絵ではスタンディングタートルになっていたり、「クエント人は賭けをやらない」と言っていたル・シャッコがギャンブルに興じていたりする。
第1巻として発売されたが、続刊はなし。

### 漫画
装甲騎兵ボトムズ外伝 無防備都市
1993年2月20日発売、バンダイ。
ストーリー原案：山口宏 / 作画：柴田文明
キークを主人公とした番外編で、本編の前日談に当たる。キークがバッテンタインからプランバンドール・スキャンダルについて聞かされるシーンがあるが、本編との直接の関係はそれだけであり、メロウリンク本編を知らなくとも、ボトムズの世界観に親しんだファンであれば理解できる内容に仕上がっている。
ドッパー軍刑務所を脱走した「パルミスの黒い狼」の異名を持つATパイロット・ベラック大尉が、捜査を担当したキークを狙う。
作画を担当した柴田のあとがきによれば、山口からのストーリーは完全なシナリオ形式で提供されたとあり、後に「機甲猟兵メロウリンク ステージ・コンプリーツ」に同梱された。

### ゲーム
装甲騎兵ボトムズ ライトニングスラッシュ
1999年3月18日発売、タカラ。
PlayStationソフトのボトムズゲーム第3弾。ストーリー終盤にキークが登場し、ある目的の為に主人公達を特定の場所へ連れて行く。
キークの出演以外には本編と直接の繋がりは無いが、PS計画に主人公が巻き込まれて人生を狂わされ、そしてそのPS絡みで起こった真相に迫っていくストーリーが共通している。
スーパーロボット大戦X-Ω
2015年10月5日に配信開始、セガゲームス / バンダイナムコ。
スマートフォン用に配信されているアプリゲーム。ロボットアニメやゲームが多数共演している「スーパーロボット大戦シリーズ」の一つ。
第2期追加参戦作品として2016年5月から参戦。ロボットが戦闘するゲームであるが、メロウリンクはロボットに乗らないため、軍用側車（軍用バイク）が乗機に設定されている。

## 関連商品
アクションフィギュア
- 『MAP-02 機甲猟兵メロウリンク with 軍用バイク』　2007年1月25日発売 タカラトミー
ミクロマン・ミクロアクションシリーズのミクロアクションプラス第2弾として発売。スケールは1/18。メロウリンクと《パイルバンカーカスタム》は前述のDVDボックスに付属していたものと同等品だが、フィギュアに装着可能な不織布製ポンチョ等の付属品やゴーグル装着頭部・手首といった差し替え用パーツ、そして第5話までメロウリンクが愛用した車両のカラーリングを再現した軍用バイクがセットになっている。

## その他
- ルルシーの性格描写
第1話では高橋監督の解釈により「大人の女」として描かれているが、第2話以降では神田監督の解釈により年相応の描かれ方をしている。これは両監督の間でキャラクターの捉え方が異なったためで、演じた玉川紗己子は、当初「謎の人です」としか説明をされなかったという。
- ノズルが火を噴くタイミング
パイルバンカーが打ち込まれる際には、発射装薬の後方爆風がノズルから勢いよく噴き出す。原理的には槍が伸びるのと同時に噴き出すのが正しいはずだが、第1話と第3話では槍が伸びた後に火を噴いている。
- ワインの銘柄
第3話と第10話にはサッシーダという銘柄のワインが登場する。この名前はサンライズの指田プロデューサーの名前にちなんだもの。こうしたスタッフ等の名前にちなんだネーミングは『ボトムズ』にもいくつか見られる。
- 青い髪の男
第6話の冒頭で、ドッパー軍刑務所に向かう輸送機の機内に『ボトムズ』の主人公であるキリコ・キュービィーに似たキャラクターがいるが、これはアニメ誌の企画用に描かれた一種のお遊びであり、キリコ本人ではない（その後のシーンにこのキャラクターは一切登場しない）。
- 刑務所
『科学忍者隊ガッチャマン』第42話「大脱走トリック作戦」と、当作第6話では、舞台となる刑務所の隔離方法（潮汐による干満の差による）も、脱走に使った小島の設定も全く同じである。なお、『メロウリンク』の制作スタッフには、『ガッチャマン』を作ったタツノコプロの経験者が多い。